# Tormo
Il Tormo è un fiume che nasce presso alcuni fontanili (Tormo-Murata, Renga, Renghelletto, Lazzi e Signora), posti nel comune di Arzago d’Adda (Bergamo). Dopo aver attraversato in provincia di Cremona i comuni di Agnadello, Pandino, Palazzo Pignano, Monte Cremasco e Dovera, entra in provincia di Lodi e attraversa i comuni di Crespiatica, Corte Palasio e Abbadia Cerreto prima di sfociare nell'Adda dopo circa 34 km.
Il letto si trova interamente nella piana alluvionale dell'Adda, un tempo occupata dal Lago Gerundo probabilmente quest'ultimo originato anche dalla mancata regimazione del Tormo. È considerato un fiume perché ne possiede le caratteristiche, quali il regime d'acqua perenne, la larghezza ed il fondo variabili, il fondo piatto e ghiaioso, l'andamento sinuoso e meandriforme, sebbene alcuni tratti siano stati rettificati.
Il Tormo attraversa una campagna intensamente coltivata: vi si produce soprattutto foraggio per gli allevamenti zootecnici, cosicché poche sono ormai  le aree boscate: tuttavia non mancano zone con vegetazione di ripa, sia sul corso principale che sui canali derivati, soprattutto nei punti dove maggiormente si sono accumulati depositi di sabbia, punti che conferiscono al paesaggio un aspetto tipicamente fluviale.
Per consentire la tutela dell'ambiente e dei beni storici ed architettonici (tra i quali l'area archeologica di Palazzo Pignano), e in previsione di uno sviluppo di percorsi ciclabili e ciclo-pedonali, l'area del Tormo è dal 2004 protetta da un parco locale di interesse sovracomunale, il parco del Fiume Tormo, vasto 4406 ha. La sede si trova presso il Comune di Pandino.